# Porto Corsini
Porto Corsini è una località balneare della Riviera Romagnola e frazione del comune di Ravenna. Fu costruito su entrambe le sponde della foce del canale Candiano, a 13 km dalla città. Oggi solo l'abitato sulla sponda nord del canale prende il nome di Porto Corsini, mentre la parte sulla sponda sud ha assunto dal 1930 la denominazione di Marina di Ravenna. Amministrativamente, è inserito nella circoscrizione n. 4 "del Mare", con sede a Marina di Ravenna. 
Dal XVIII secolo fino alla prima guerra mondiale Porto Corsini è stato lo scalo portuale di Ravenna.

## Storia
Le origini di Porto Corsini risalgono alla prima metà del Settecento. Nacque come porto della città in sostituzione dell'antico scalo esistente alla foce canale Panfilio (o Pamfilio), posto pochi km a sud-est della città (l'unica vestigia del porto Candiano oggi visibile è la "Torraccia", torre di avvistamento e di guardia). Verso il 1737 il Panfilio fu scelto come nuovo alveo dei Fiumi Uniti. Sul corso d'acqua, infatti, furono fatti confluire artificialmente i fiumi Ronco e Montone. L'antico porto canale venne abbandonato.
Il nuovo scalo venne costruito nel 1748 per volere del cardinal Lorenzo Corsini (poi Papa Clemente XII), presso la foce del nuovo canale artificiale (Canale Corsini), realizzato allargando il canale della Bajona (oggi Baiona). L'area portuale fu edificata alla foce del canale di scolo Fossina, ove esisteva già un approdo per i pescatori.
L'attività principale della zona era la compravendita di pesce. Il mercato del pesce era sostenuto e favorito dai monaci di S. Vitale, in quanto proprietari delle aree costiere situate a settentrione di Ravenna. L'area su cui sorgeva il porto era invece di proprietà dei marchesi Cavalli.
Dopo l'epoca napoleonica il governo pontificio emanò un editto per la regolamentazione del mercato dei prodotti ittici e rilevò la proprietà del porto. Nel corso del XIX secolo, lo scalo crebbe costantemente fino a diventare, durante il pontificato di Papa Pio IX, "il più frequentato ed il più centrale pel commercio delle quattro Legazioni". Inoltre il porto di Ravenna era:
- "il più prossimo ed il più comodo scalo nel littorale della Romagna per Venezia, Trieste ed altri porti esteri dell'Adriatico";
- "il solo a cui possa metter capo ogni strada di comunicazione tra il Granducato di Toscana e questa parte dello Stato Pontificio[4]. Toscana voleva dire Firenze, ma anche Livorno, scalo portuale di primaria importanza del mare Tirreno.

Nel 1847 attraccò a Porto Corsini la prima nave a vapore. Il porto di Ravenna era, tra quelli dello Stato Pontificio, il primo per i rifornimenti dall'estero. Le importazioni dello scalo ravennate, infatti, superavano largamente le esportazioni. Alla metà del secolo la somma del movimento annuale merci era pari a 25.000 tonnellate.
La maggior parte della merce importata arrivava dall'Impero austriaco. Circa un terzo era costituito da materie prime (metalli, legname da costruzione e manifatture) e prodotti di consumo (tra cui spicca il tabacco ungherese). Le esportazioni invece vertevano quasi esclusivamente sui prodotti dell'agricoltura. La canapa rappresentava, da sola, il 53% del valore esportato. Il secondo prodotto erano le granaglie: mais e grano.

Foto di gruppo di bagnanti allo "stabilimento balneario".

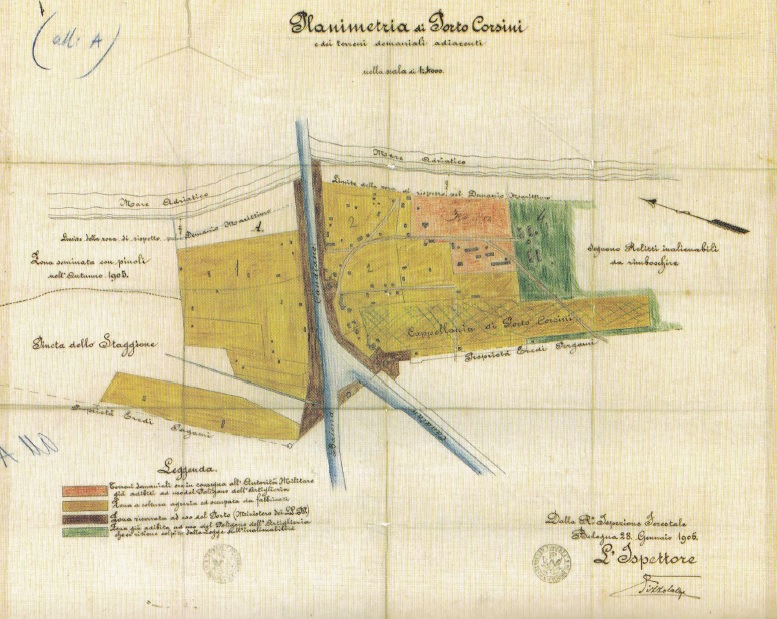
Planimetria dell'area di Porto Corsini (Giovannino Bernabei, 1906).

Nel 1860, un anno dopo l'accorpamento della Legazione delle Romagne al nuovo stato italiano, lo scalo ottenne il riconoscimento di «Porto nazionale». Nel 1863 venne costruito un nuovo faro, a testimonianza del continuato interesse per lo sviluppo del porto. In seguito il faro divenne sede della Capitaneria di Porto. Nello stesso anno fu realizzato il collegamento ferroviario di Ravenna con l'importante linea Bologna-Ancona (Ferrovia Castelbolognese-Ravenna). La stazione fu costruita in un'area attigua alla darsena. Le merci arrivate a Porto Corsini venivano caricate su vaporetti (il Candiano era ancora stretto e poco profondo: i fondali erano a soli – 4 metri); giunte in darsena venivano trasbordate sui treni e da Ravenna potevano raggiungere il resto della penisola.
Nel 1872 la «Società Balnearia» (nata a Ravenna l'anno prima per promuovere iniziative che ravvivassero il litorale) impiantò sulla spiaggia uno "stabilimento balneario". Si trattava di una lunga costruzione in legno, composta da cabine disposte in successione parallelamente alla battigia. Alla fine della stagione calda veniva smontata per essere rimontata all'inizio dell'estate dell'anno seguente. Fu il primo lido attrezzato nel territorio del Comune di Ravenna. Nei successivi quarant'anni però la frequentazione della costa fu sporadica, a conferma dello scarso successo incontrato dal turismo balneare nell'Ottocento. La presenza dei turisti diventerà costante solamente a partire dagli anni venti del XX secolo.
Porto Corsini è il porto romagnolo più vicino a un'area particolarmente ricca di pesce, che si estende per molte miglia al largo di Punta Maestra (foci del Po).
Tra gli ultimi decenni dell’Ottocento e la prima metà del Novecento divenne una località rinomata per il pesce servito nelle trattorie locali. La moda ispirò a Olindo Guerrini la poesia Gita di piacere.

Nei primi decenni del XX secolo lo scalo crebbe d'importanza, attirando marinerie da altre località romagnole (su tutte, Bellaria), che trasferirono le loro imbarcazioni nel porto ravennate. Il mercato del pesce si teneva a Marina, piccolo borgo sulla sponda di levante alla foce del canale Corsini. Nello stesso periodo l'incidenza dei piroscafi sul movimento portuale passò dall'8% al 28%, salendo al 60-70% negli anni dopo il 1910. Successivamente lo scalo ottenne il riconoscimento di porto di seconda classe e salì dalla sesta alla quinta posizione nella classifica dei porti adriatici. Nel 1908 entrò per la prima volta in porto una nave di oltre duemila t e nel 1911 una di seimila t. Il tonnellaggio complessivo del movimento merci annuale passò dalle 100.000 del 1890 alle 150.000 dei primi anni del nuovo secolo. Nel 1912 fu raggiunto il massimo volume registrato nell'anteguerra: 377.512 tonnellate.

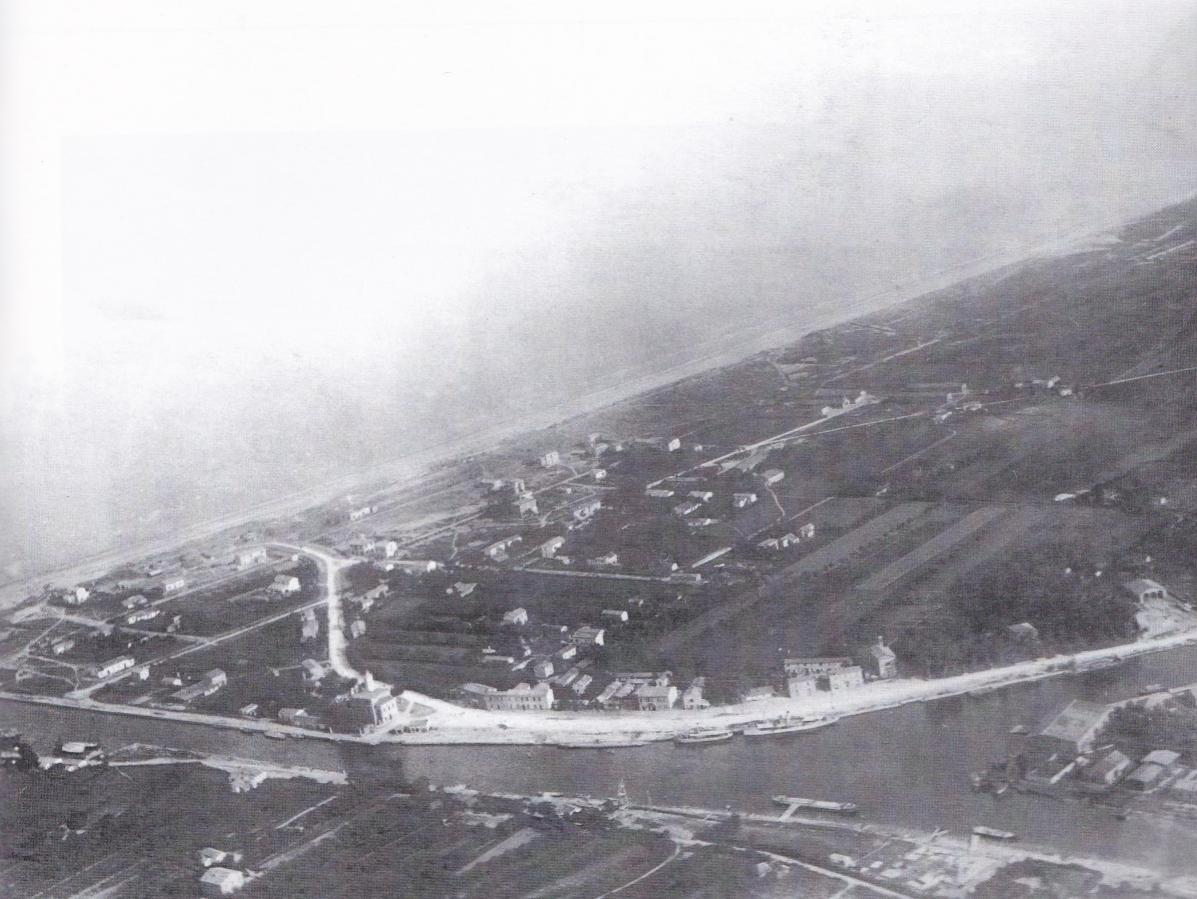
Fotografia aerea di Porto Corsini nel 1918. Nell'immagine si notano: a destra in basso la "punta" della Baiona; la chiesetta di San Giuseppe lungo la strada d'alaggio; il faro e poche case sparse.

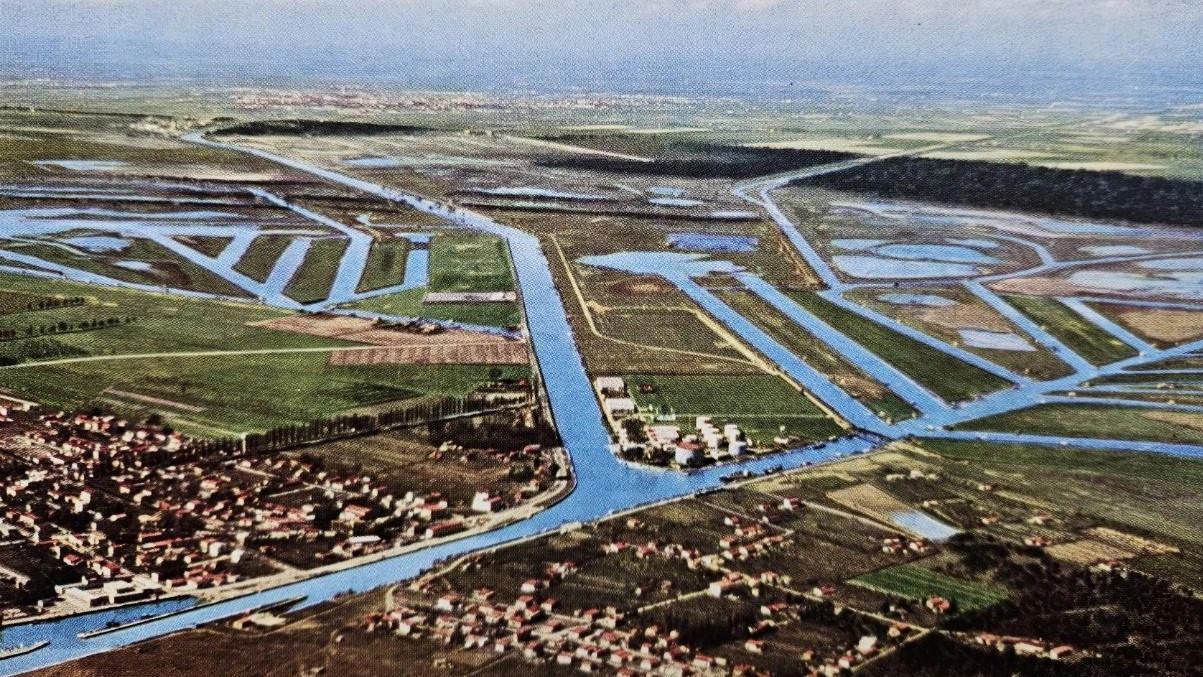
Porto Corsini (in basso a sinistra) e Marina di Ravenna (in basso a destra) in una foto aerea del 1957. Alle spalle dei centri abitati si nota la rete idrografica che forma le piallasse ravennati.

Nei primi mesi del 1915, in vista di un probabile ingresso dell'Italia nella prima guerra mondiale, Porto Corsini fu attrezzato militarmente con l'allestimento sulla costa di cannoni e di vari impianti militari. La mattina del 24 maggio 1915 (il giorno stesso in cui l'Italia dichiarò guerra all'Austria-Ungheria) il cacciatorpediniere nemico Scharfschütze forzò il porto penetrando nel canale Corsini, scaricando colpi di cannone su tutto ciò che incrociava. L'unica vittima, l'operaio Natale Zen, fu probabilmente il primo caduto italiano del conflitto. Durante il conflitto Porto Corsini fu base militare, idroscalo e sede di guarnigione. Dal porto ravennate partirono torpediniere, sottomarini, M.A.S. e idrovolanti (la 263ª Squadriglia dal 10 novembre 1917) per effettuare incursioni dall'altra parte del mare Adriatico (all'epoca territorio austriaco).

Dopo il conflitto fu ripristinato l'uso civile dello scalo. Nei primi anni venti, a causa del movimento ondoso di traslazione creato dai pesanti e potenti mezzi che entravano nel canale Corsini, molta terra si staccò dalle rive della via d'acqua e si accumulò sul letto, riducendone la profondità. In alcuni punti il fondale non raggiungeva neanche i 12 piedi (circa 4 metri).

Nello stesso periodo, il podestà di Ravenna Celso Calvetti approvò il nuovo assetto urbano di Porto Corsini, che assunse definitivamente il nome attuale. Nel 1926 il giovane Eugenio Montale visitò Ravenna e Porto Corsini. Qui narrò il suo immaginario incontro con la misteriosa figura di "Dora Markus", descrivendo sullo sfondo la bellezza della nuova sistemazione urbanistica della località.
Nel 1929 movimento merci arrivò a quota 400.000 tonnellate e, dopo un periodo di crisi attraversato nei primi anni trenta, raggiunge il massimo di 500.000 tonnellate nel 1939. Il porto di Ravenna fu inserito nella 1ª classe della 2ª Categoria. Si importavano soprattutto legnami, pietre, calcare, concimi, legumi e cereali dai porti jugoslavi, carbone e grano dall'Ucraina, granoturco dalla Bulgaria e petrolio dalla Romania. Si esportavano: ortaggi (conservati e freschi), cereali, grano e farina.
Zucchero e frutta venivano invece spedite via terra, a dimostrazione del fatto che il mondo produttivo locale era ancora legato al trasporto su ferrovia.
Nel corso della seconda guerra mondiale, Porto Corsini fu colpito da un bombardamento aereo che si protrasse dal 6 al 9 luglio 1944. Furono abbattuti il faro, la torre dell'acquedotto, la chiesa e diverse case. I tedeschi in ritirata, prima dell'evacuazione di Ravenna (3 dicembre 1944), minarono il porto. Le esplosioni arrecarono gravi danni alle strutture. Il secondo conflitto mondiale risultò più devastante del primo, ma gli ingenti finanziamenti dello Stato permisero un rapido ripristino del porto.
Negli anni 1950 fu realizzato un collegamento stradale diretto con Ravenna sulla sinistra del Canale Candiano: via Baiona, strada di 8 km che inizia nei pressi del cimitero monumentale e conduce direttamente al centro abitato. Fino ad allora l'unica strada che portava a Ravenna, la via d'alaggio, correva sul lato destro del canale. L'infrastruttura principale della nuova strada è l'attraversamento del canale Baiona. Nel 1956 fu realizzato un ponte Bailey con finanziamenti privati. Nel 1972 fu sostituito dall'attuale ponte in cemento precompresso, costituito da un'unica travata di 50 m.

Intanto, nel 1966 entrò in servizio il traghetto a motore che trasporta auto, motoveicoli e pedoni da una sponda all'altra del canale.

## Descrizione
Fino alla metà del XX secolo Porto Corsini fu l'unico centro del litorale ravennate. Fino al 1930 dava il nome anche all'abitato che sorgeva a sud del canale, che solo successivamente prese il nome di Marina di Ravenna. Più antico rispetto agli altri lidi ravennati, Porto Corsini non è oggi né fra i più sviluppati, né fra i più frequentati turisticamente. Si caratterizza tuttavia per un turismo trasversale, beneficiando della presenza della retrostante Pineta San Vitale e di tutta l'area palustre e valliva che si sviluppa a nord del Candiano (e facente parte del Parco regionale del Delta del Po), e costituendo sovente meta per escursioni naturalistiche e attività come il cicloturismo, il podismo, la pesca sportiva e inoltre il windsurf, il kitesurf, e gli sport velici in generale. 
Il 20 giugno 2011 è stato aperto, all'imbocco del Canale Candiano dal lato di Porto Corsini, il nuovo terminal crociere di Ravenna. Nel periodo tra giugno e settembre attraccheranno alla struttura le navi da crociera di tutte le più grandi compagnie del mondo. Si prevede un flusso di arrivi stimato in circa 75.000 turisti all'anno.